# Solanum megalonyx
Solanum megalonyx är en potatisväxtart som beskrevs av Otto Sendtner. Solanum megalonyx ingår i släktet skattor som ingår i familjen potatisväxter. Inga underarter finns listade i Catalogue of Life.